# 野間児童文芸新人賞
野間児童文芸新人賞（のまじどうぶんげいしんじんしょう）は、講談社初代社長、野間清治の遺志により設立された財団法人野間文化財団が1963年から1998年にかけて運営していた文学賞である。当初は野間児童文芸推奨作品賞として設けられたが、第26回より野間児童文芸新人賞となった。対象作品は、前年8月1日から当年7月31日までの過去1年間に刊行・発表された新人の作品だった。1998年の第36回で終了した。

## 受賞作一覧

### 第1回から第10回
- 第1回（1963年） - 石川光男 「若草色の汽船」、中川李枝子 「いやいやえん」
- 第2回（1964年） - 該当作品なし
- 第3回（1965年） - おのちゅうこう 「風は思い出をささやいた」、岡野薫子 「ヤマネコのきょうだい」
- 第4回（1966年） - 該当作品なし
- 第5回（1967年） - 該当作品なし
- 第6回（1968年） - あまんきみこ 「車のいろは空のいろ」、瀬尾七重 「ロザンドの木馬」
- 第7回（1969年） - 佐々木たづ 「わたし日記を書いたの」
- 第8回（1970年） - 後藤竜二 「大地の冬のなかまたち」
- 第9回（1971年） - 岸武雄 「千本松原」、吉行理恵 「まほうつかいのくしゃんねこ」
- 第10回（1972年） - さねとうあきら 「地べたっこさま」、上種ミスズ 「天の車」

### 第11回から第20回
- 第11回（1973年） - 田中博 「日の御子の国」、山下明生 「うみのしろうま」
- 第12回（1974年） - 宮口しづえ 「箱火ばちのおじいさん」
- 第13回（1975年） - 間所ひさこ 「山が近い日」、飯田栄彦 「飛べよ、トミー！」
- 第14回（1976年） - 河合雅雄 「少年動物誌」
- 第15回（1977年） - 皿海達哉 「チッチゼミ鳴く木の下で」
- 第16回（1978年） - 赤木由子 「草の根こぞう仙吉」
- 第17回（1979年） - 竹下文子 「星とトランペット」
- 第18回（1980年） - 大原興三郎 「海からきたイワン」
- 第19回（1981年） - 吉田定一 「海とオーボエ」
- 第20回（1982年） - 伊沢由美子 「かれ草色の風をありがとう」、さとうまきこ 「ハッピーバースデー」

### 第21回から第30回
- 第21回（1983年） - 堀内純子 「はるかな鐘の音」
- 第22回（1984年） - 日比茂樹 「白いパン」
- 第23回（1985年） - 和田英昭 「地図からきえた町」
- 第24回（1986年） - 今村葦子 「ふたつの家のちえ子」
- 第25回（1987年） - 三輪裕子 「ぼくらの夏は山小屋で」
- 第26回（1988年） - いせひでこ 「マキちゃんのえにっき」、斉藤洋 「ルドルフともだちひとりだち」
- 第27回（1989年） - 該当作品なし
- 第28回（1990年） - 石原てるこ 「友だち貸します」
- 第29回（1991年） - 大谷美和子 「きんいろの木」、中澤晶子 「ジグソーステーション」
- 第30回（1992年） - 岡田なおこ 「薫ing」

### 第31回から第36回
- 第31回（1993年） - イサンクム 「半分のふるさと」
- 第32回（1994年） - 緒島英二 「うさぎ色の季節」、小風さち 「ゆびぬき小路の秘密」
- 第33回（1995年） - 森絵都 「宇宙のみなしご」
- 第34回（1996年） - 上橋菜穂子 「精霊の守り人」
- 第35回（1997年） - ひろたみを 「ジグザグ トラック家族」
- 第36回（1998年） - 風野潮 「ビート・キッズ－Beat Kids」、花形みつる 「ドラゴンといっしょ」